# ND/BCB top 10
De ND/BCB Boeken Top 10 is een maandelijkse weergave van de bestverkopende boeken die georiënteerd zijn op de christelijke markt. Er zijn drie lijsten: een top 10 voor fictie, voor non-fictie en voor kinderboeken. Het betreft een initiatief van het Nederlands Dagblad, waar de lijst ook maandelijks in wordt gepubliceerd, en de Brancheorganisatie voor het Christelijke Boeken- en Muziekvak. Sinds februari 2005 wordt deze lijst bijgehouden en het geldt voor een groep van meer dan 200 christelijke boekhandels als de belangrijkste indicatie van hun gezamenlijke verkoopresultaten. Op basis van deze gegevens worden ook de nominaties voor de Publieksprijs voor het Christelijke Boek vastgesteld.

## Trivia
- Ben Hobrink stond met zijn boek Moderne wetenschap en de Bijbel het langst in de top 10 van non-fictie.
- W. Paul Young met zijn roman De uitnodiging was de meest succesvolle titel in de top 10 voor fictie.